# Sirumugai
Sirumugai es una ciudad y nagar Panchayat situada en el distrito de Coimbatore en el estado de Tamil Nadu (India). Su población es de 18223 habitantes (2011). Se encuentra a orillas del río Bhavani, a 31 km de Coimbatore.

## Demografía
Según el censo de 2011 la población de Sirumugai era de 18223 habitantes, de los cuales 9015 eran hombres y 9208 eran mujeres. Sirumugai tiene una tasa media de alfabetización del 79,30%, inferior a la media estatal del 80,09%: la alfabetización masculina es del 85,89%, y la alfabetización femenina del 72,87%.